# Otto Hermann von der Howen

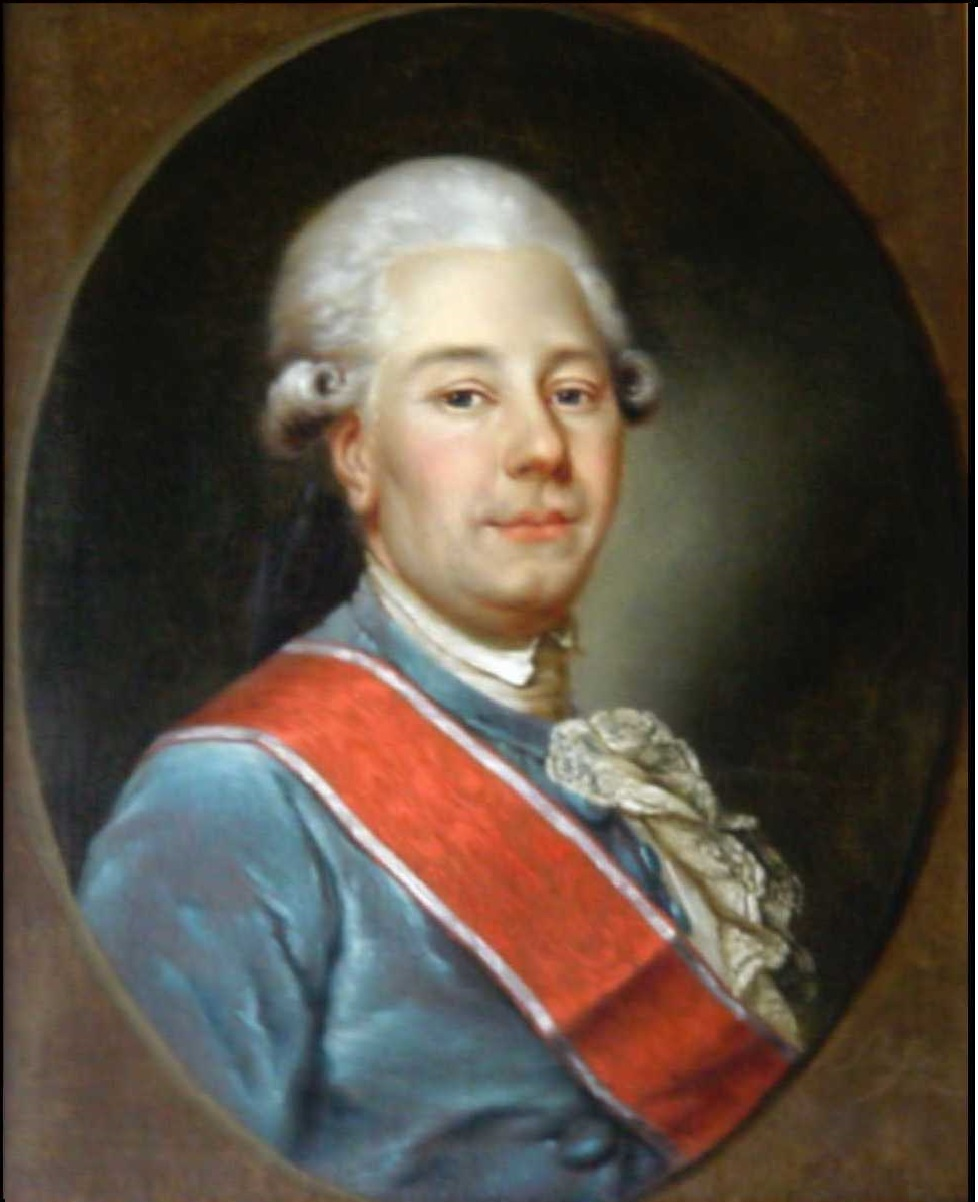
Otto Hermann von der Howen (Gottlieb Schiffner pinxit)

Otto Hermann von der Howen (* 13. November 1740 in Fockenhof (Kurland); † 15. Juni 1806 in der Poststation Gulben (Livland)) war ein Landespolitiker im Herzogtum Kurland und Semgallen.

## Leben

### Familie und Jugend
Otto Hermann von der Howen entstammte der indigenen uradligen kurländischen Familie von der Howen. Seine Eltern waren Otto Christopher von der Howen, Landhofmeister des Herzogs von Kurland, und Elisabeth Dorothea von Mirbach.
Er studierte in Kiel, wo er am 17. November 1759 über das Thema de sanctitate legatorum (Über die Unverletzlichkeit von Gesandten) im Völkerrecht promoviert wurde, und Straßburg (1761).

### Kurländische Ämter
Von 1765 bis 1771 und in den Jahren 1778 und 1780 vertrat Otto Hermann von der Howen als Landesdelegierter die Interessen der Kurländischen Ritterschaft beim Oberlehnsherrn in Warschau. 1783 vertrat er die Kurländische Ritterschaft in der russisch-kurländischen Grenzkommission. Von 1776 bis 1786 wirkte er als Ritterschaftssekretär, ab 1786 war er Hauptmann in Schrunden, Oberhauptmann in Goldingen und Landmarschall, von 1786 bis 1796 Oberburggraf in Mitau.

### Politische Entwicklung
Seit 1763 lebte er in Kurland und war er wie sein Vater Otto Christopher von der Howen Anhänger des zur Abdankung gezwungenen Herzogs Karl von Sachsen und Gegner von Ernst Johann von Biron. Nach dessen Abdankung 1769 bemühte er sich, die Nachfolge des Sohns des Herzogs Peter von Biron zu hintertreiben. Daraufhin wurde er auf Veranlassung der russischen Regierung verhaftet und verbrachte die Jahre von 1771 bis 1774 als Staatsgefangener in der Zitadelle von Riga. 1776 vermittelte er eine Versöhnungs- oder Kompositionsakte zwischen Herzog Peter und der Kurländischen Ritterschaft, wofür er vom Herzog eine jährliche Pension von 1000 Talern zugesprochen bekam.

### Politische Weichenstellung
In den Folgejahren ging er zur russlandfreundlichen Partei über und erreichte einen außerordentlichen politischen Einfluss in Kurland. 1793 gelang es ihm, die Rechte des Herzogs durch eine neue Kompositionsakte zu schmälern. Schließlich erfolgte maßgeblich durch sein Betreiben die bedingungslose Unterwerfung Kurlands unter die russische Herrschaft. Die Zarin Katharina II. ernannte ihn zum Geheimrat und beschenkte ihn mit zwei Gütern. Zar Paul I. ernannte ihn zum Senator, verlieh ihm den Annen-Orden 1. Klasse und übertrug ihm  zwei weitere Güter.

## Nachleben
Von seinen Zeitgenossen wurde Otto Hermann von der Howen sehr kritisch beschrieben. Einerseits wurden ihm große politische Fähigkeiten und hohes Durchsetzungsvermögen attestiert, andererseits wurde er wegen seines eigennützigen Verhaltens verurteilt. Erst Mathias Mesenhöller kam 2009 mit großem zeitlichen Abstand zu einer differenzierten Würdigung.

## Schriften
- Dissertation Kiel 1759 de sanctitate legatorum